# Internationales Filmfestival Schlingel

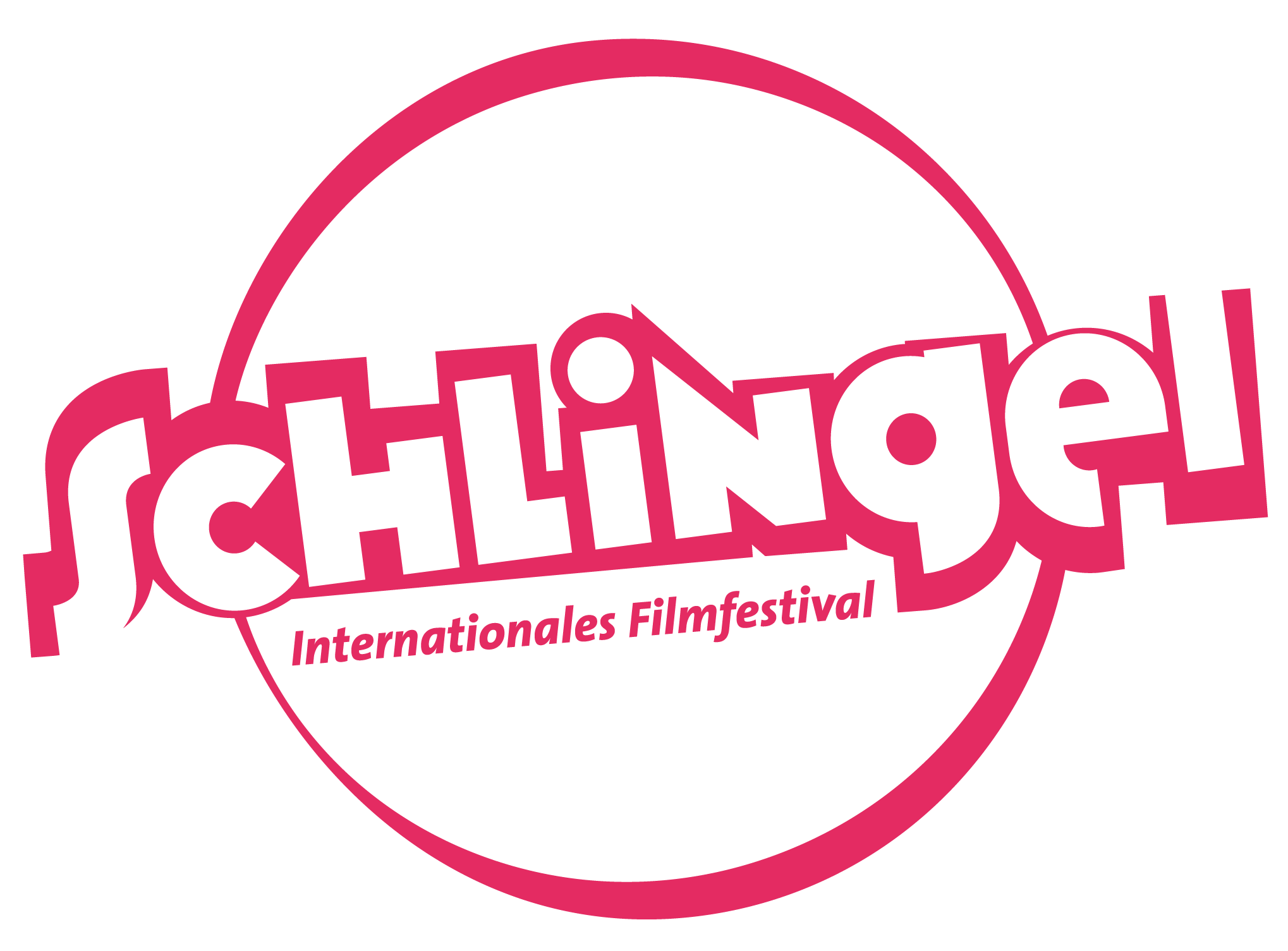
Logo des Internationales Filmfestival für Kinder und junges Publikum SCHLiNGEL

Schlingel (Eigenschreibweise: SCHLiNGEL) ist ein internationales Filmfestival für Kinder und junges Publikum. Es findet seit 1996 alljährlich in der Woche vor den sächsischen Herbstferien in Chemnitz statt und gibt einen Überblick über die neuesten internationalen Produktionen im Kinder- und Jugendfilmbereich. Veranstalter ist der Sächsische Kinder- und Jugendfilmdienst e. V. Chemnitz. Die Sächsische Landesanstalt für privaten Rundfunk und neue Medien ist seit 2006 Mitveranstalter. Schirmherren des SCHLiNGEL sind der Ministerpräsident des Freistaates Sachsen sowie der Oberbürgermeister der Stadt Chemnitz. Geleitet wird das internationale Filmfestival seit Beginn von Michael Harbauer. 

## Entwicklung
Mit der 1. Chemnitzer Kinderfilmschau SCHLiNGEL wurde 1996 der Grundstein für das heutige Internationale Filmfestival für Kinder und junges Publikum gelegt. Eine Woche lang liefen im Chemnitzer Kulturzentrum „Kraftwerk“ Filme für Kinder und Jugendliche von 5 bis 14 Jahren. Von 1998 bis 2010 fand die Veranstaltung im CineStar Luxor-Filmpalast statt, nach dessen Schließung zog man 2011 in das CineStar Galerie Roter Turm um. Eine Preisverleihung gab es zum ersten Mal im Jahr 2000 mit der Wahl des Publikumslieblings. Der Sieg ging an den Film Tomás und der König der Falken von Václav Vorlíček.
Die erste Wettbewerbskategorie, der Internationale Kinderfilmwettbewerb, wurde 2001 ins Leben gerufen. In dieser Kategorie wurde im gleichen Jahr der erste, von der Stadt Chemnitz mit 10.000 DM dotierte Preis für den besten Kinderfilm verliehen. Er ging an den italienischen Film Iris von Regisseur Aurelio Grimaldi.
2003 kam es zum ersten Mal zur Berufung der Europäischen Kinderjury. Innerhalb des Internationalen Kinderfilmwettbewerbs vergeben Kinder verschiedener europäischer Nationalitäten (u. a. aus Dänemark, Frankreich, Griechenland, Polen, Tschechien und Ungarn) den „Europäischen Kinderfilmpreis der sächsischen Kunstministerin“. Gestiftet wird der Preis vom Sächsischen Staatsministerium für Wissenschaft und Kunst und ist mit 12.500 Euro dotiert.
Im Jahr 2002 eröffnete der SCHLiNGEL neben dem Kinderfilmwettbewerb den Internationalen Jugendfilmwettbewerb für die ab 14-Jährigen. Die Trennung vom klassischen Kinderfilm ermöglicht eine besondere Berücksichtigung der unterschiedlichen Sichtweisen und Interessen von Kindern und Jugendlichen.
Ein Anstieg der Filmproduktionen im Altersbereich 11–13 sowie eine daraus resultierende Aufmerksamkeitssteigerung der Öffentlichkeit sorgte dafür, dass Filme für die Kleinsten in der öffentlichen Beurteilung unterzugehen drohten und in der Distributionslandschaft als kaum noch platzierbar galten. Um dieser Entwicklung entgegenzuwirken, entstand 2007 der Internationale Juniorfilmwettbewerb, um gezielt die 11- bis 13-Jährigen anzusprechen.
Die Etablierung des nationalen Wettbewerbs Blickpunkt Deutschland erfolgte 2003, im Kurzfilmwettbewerb finden kurze, nationale wie internationale Spiel- und Animationsfilme Berücksichtigung, während im Internationalen Animationsfilmwettbewerb ausschließlich lange Animationsfilme beheimatet sind.

## Kategorien
- Kinderfilmwettbewerb (bis 10 Jahre)
- Juniorfilmwettbewerb (11 bis 13 Jahre)
- Jugendfilmwettbewerb (ab 14 Jahre)
- Animationsfilmwettbewerb (ab 4 Jahre)
- Blickpunkt Deutschland (ab 5 Jahre)
- Kurzfilmwettbewerb (ab 4 Jahre)

Das Wettbewerbsangebot wird in jedem Jahr von einem umfangreichen Begleitprogramm ergänzt. Neben Filmgesprächen mit der anwesenden Filmprominenz stehen Seminare und Diskussionsrunden für Fachbesucher sowie Workshops für Schulklassen und Kindergärten zur Verfügung.  Außerhalb des Wettbewerbs vereinigt die Sektionen Panorama eine Zusammenstellung von Filmen, die entweder einer bestimmten geografischen oder inhaltlichen Thematik zugeordnet werden können, eine Persönlichkeit des Kinder- und Jugendfilms würdigen oder das Festivalprogramm in seiner Gesamtheit abrunden.

## Preise
13 Jurys vergeben Preise im Gesamtwert von 64.000 Euro.
- Europäischer Kinderfilmpreis
- Hauptpreis der Sächsischen Landesmedienanstalt (SLM)
- Hauptpreis der Stadt Chemnitz
- Sonderpreis des MDR
- DIAMANT für den besten Kinderdarsteller
- Filmpreis der Juniorjury
- Filmpreis der Jugendjury
- Animationsfilmpreis
- Kurzfilmpreis Spielfilm National
- Kurzfilmpreis Spielfilm International
- Kurzfilmpreis Animationsfilm National
- Kurzfilmpreis Animationsfilm International

Wettbewerbsübergreifend:
- ECFA-Preis der Europäischen Kinderfilmvereinigung ECFA
- Preis der FIPRESCI-Jury
- Preis der Ökumenischen Jury
- Publikumspreis